# Żleb Marcinowskich

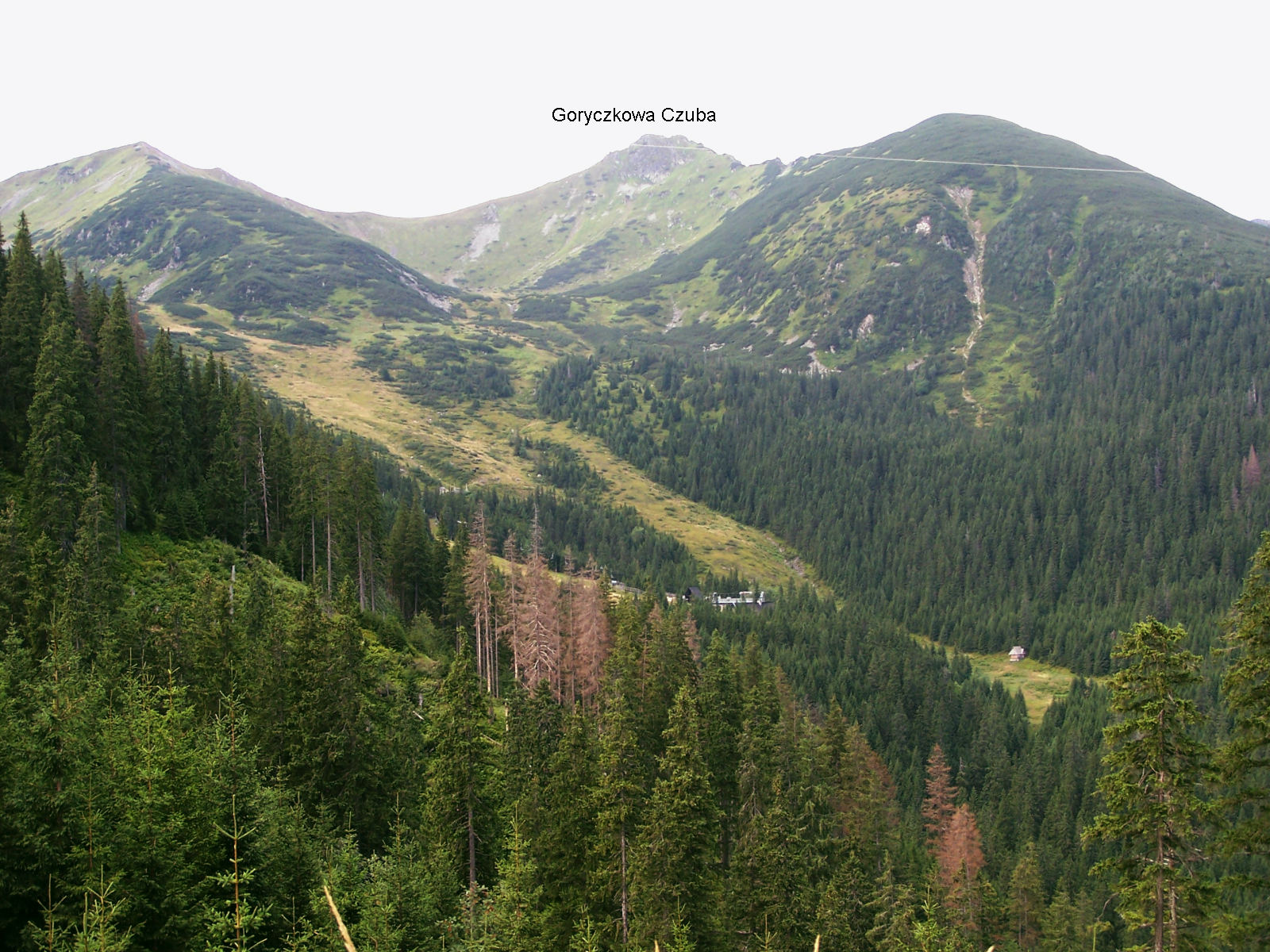
Żleb Marcinowskich widoczny powyżej lasu

Żleb Marcinowskich – żleb opadający z Kondratowego Wierchu w polskich Tatrach Zachodnich. Jego górna część znajduje się na północno-wschodnich stokach tego grzbietu, ok. 100 m poniżej załamania jego grani i jest głęboko wcięta i trawiasta. Miejscami darń jest wydarta przez lawiny. W środkowej części żleb jest mało stromy i porośnięty murawą z płatami kosodrzewiny. Tą częścią żlebu przebiega nartostrada z Kasprowego Wierchu do Doliny Kondratowej. Najniższa część żlebu jest zarośnięta lasem, a koryto żlebu jest w nim wąskie i płytkie. Słabo zauważalny wylot żlebu znajduje się na Niżniej Goryczkowej Równi.
Całkowita deniwelacja żlebu wynosi ok. 400 m. Czasami żlebem tym schodzą lawiny. 2 marca 1956 r. zeszła lawina ze Żlebu Marcinowskich, która zniszczyła znajdujące się na Niżniej Goryczkowej Równi Schronisko w Dolinie Goryczkowej. Zginęło pięć osób: gospodarze schroniska (Zofia i Władysław Gąsienicowie-Marcinowscy) oraz trzech żołnierzy WOP. Obecnie jednak wskutek znacznego zarośnięcia stoków lasem lawiny schodzą rzadko. Jak podaje Władysław Cywiński, górną częścią żlebu schodzą rzadko, a dolną raz na kilkadziesiąt lat. Mimo to nartostrada przecinająca ten żleb jest często zamykana. Dawniej, gdy stoki Kondratowego Wierchu były wypasane i były bardziej trawiaste, bezkosówkowe i bezleśne, lawiny schodziły częściej. Jak podaje Wielka encyklopedia tatrzańska, dawniej lawiny wielokrotnie niszczyły szałasy stojące na Niżniej Goryczkowej Równi.

## Nartostrada
– jednokierunkowa nartostrada z Kasprowego Wierchu przez Dolinę Goryczkową pod Zakosy do schroniska PTTK na Hali Kondratowej (odcinek przez stoki Kondratowego Wierchu jest zamykany przy 4. i 5. stopniu zagrożenia lawinowego).